# Dissophora nadsonii
Dissophora nadsonii är en svampart som beskrevs av Philippow 1932. Dissophora nadsonii ingår i släktet Dissophora och familjen Mortierellaceae.   Inga underarter finns listade i Catalogue of Life.